# Ocean Network Express
Ocean Network Express Holdings, Ltd. або (ONE) — японська контейнерно-транспортна компанія, що належить японським судноплавним лініям Nippon Yusen Kaisha, Mitsui O.S.K. Lines та K Line. Утворена 2017 року як спільне підприємство. ONE успадкував контейнерні перевезення своїх материнських компаній, зі сукупною місткістю флоту в приблизно 1,4 мільйона TEU.

## Історія
Ідея створення ONE виникла ще 2016 року як спільне підприємство між Nippon Yusen Kaisha (NYK), Mitsui O.S.K. Lines (MOL) та K Line. Офіційно заснована 7 липня 2017 року. Створена як частина більшого процесу консолідації, яка відбувалась в індустрії контейнерних перевезень тоді, на який вплинули низькі прибутки та надлишкові потужності. Об'єднання підрозділів трьох компаній утворили шосту у світі компанію за сумарною потужністю контейнерних перевезень. NYK контролює 38 % акцій спільного підприємства, а MOL і K Line володіють по 31 % кожна.
Після початку корпоративної діяльності та діяльності з продажу в жовтні 2017 року компанія розпочала активну торгівлю у квітні 2018 року зі штаб-квартирами в Токіо та Сингапурі, та регіональними у Велика Британії, США, Гонконгу та Бразилії та місцевими офісами в 90 країнах.

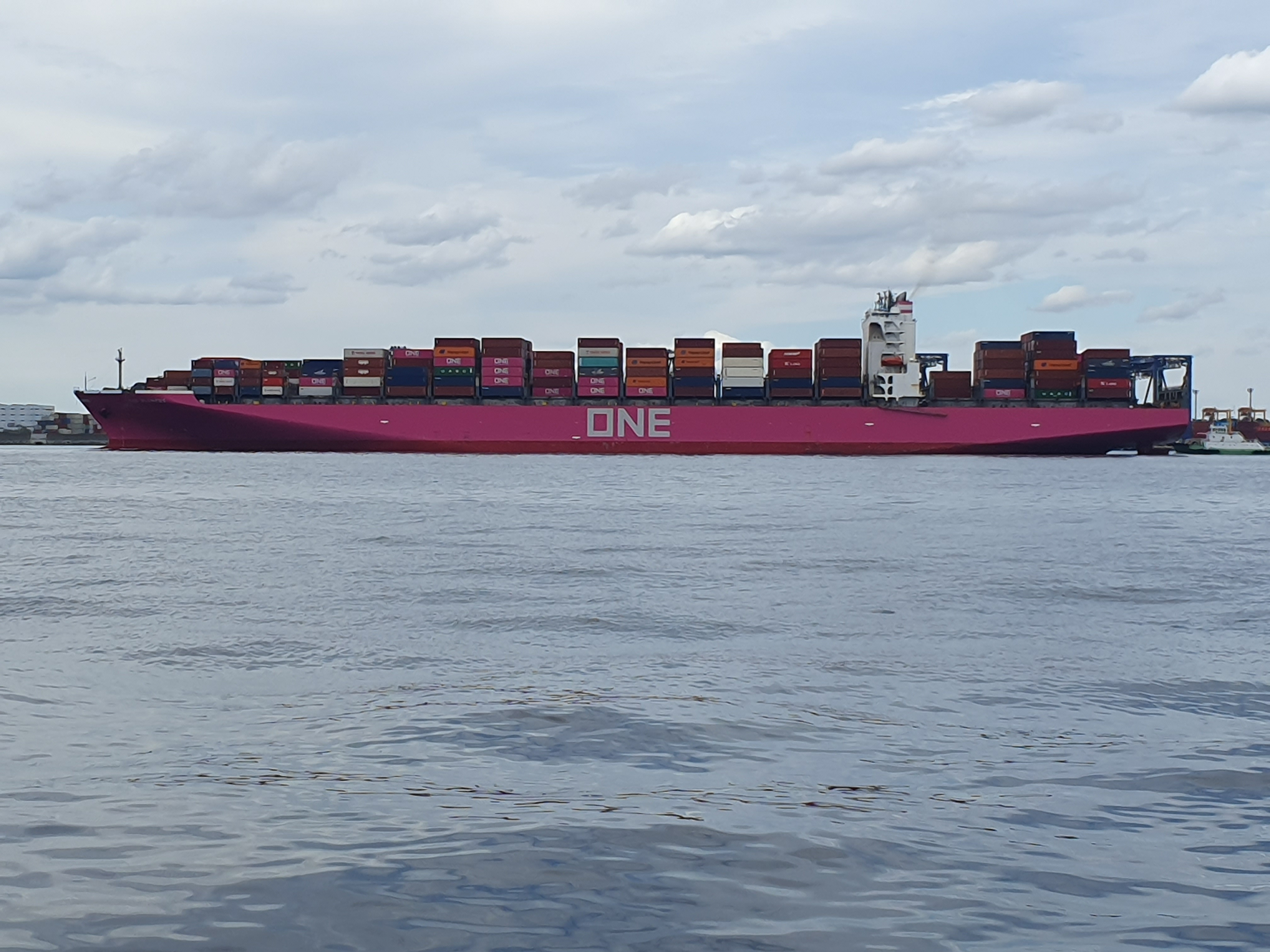
Контейеровоз Ocean Network Express при заході в Токійську гавань

40-футовий контейнер ONE

2 квітня 2018 року спустили на воду разом з Imabari Shipbuilding пробний контейтеровоз ONE Minato (замовлено K Line і спочатку називалось Minato Bridge). Місткість судна — 14 000 TEU, пофарбований у пурпуровий колір.
15 травня 2018 року доставлено й включено до флоту перше судно з пурпуровим забарвленням. ONE Commitment (раніше відоме як MOL Commitment, збудоване 2013 року) розпочав свою першу подорож до Сінгапуру і досягло міжнародних контейнерних терміналів Яньтянь у Китаї. Плаваючи під японським прапором, судно працює на службі THE Alliance PN2, що дає сполучення до Японії, Китаю, США та Канади із загальною місткістю 8560 TEU.
12 червня 2018 року нещодавно побудоване судно ONE Stork доставлено і спущено на воду в Хіросімі, верфі Куре в Японії. Початково назване як NYK Stork, як частина 8-ми контейнеровозів класу Bird, замовлених та належало Nippon Yusen Kaisha, та зафрахтованому ONE. Корабель має місткість 14 000 TEU і пофарбований у пурпуровий колір. Перша плавання відбулося до східного узбережжя Північної Америки зі завантаженням у портах Китая, Гонконгу та Сінгапуру.
7 липня 2018 року судно ONE Competence швидко модернізоване в порту Окленда. Судно було побудовано в 2008 році як MOL Competence, щоб перевозити понад 8000 TEU. Також перефарбоване в пурпуровий як заплановані дії щодо ребредингу понад 240 кораблів свого флоту.
У серпні 2018 року ONE замовила понад 14 000 рефрижераторних контейнерів.
У грудні 2018 року ONE і PSA International підписали угоду про створення спільного підприємства на терміналі Pasir Panjang в Сінгапурі для здійснення контейнерних операцій, починаючи з першої половини 2019 року.
30 листопада 2020 року контейнеровоз ONE Apus втратив приблизно 1816 контейнерів за бортом унаслідок непогоди під час подорожі з Яньтяня в Китаї до Лонг-Біч, Каліфорнія, США. Серед них 64 контейнери з небезпечними вантажами. Видалення контейнерів, що розвалилися, з палуби зайняло 3 місяці після того, як корабель пришвартувався в Кобе, Японія.
14 квітня 2021 року ONE додано до реєстру сертифікації ISO9001 ClassNK.
19 квітня 2021 року ONE оголосила про створення нового відділу зеленої стратегії, який братиме участь у проектах екологічної стійкості, таких як успішне випробування біопалива для живлення контейнеровоза MOL Experience.

## Колір суден
ONE вирішила пофарбувати всі свої нещодавно спущені на воду кораблі та контейнери у впізнаваний і привабливий пурпуровий відтінок (маджента). Натхненний сакурою, одним із національних символів Японії, де розташовані материнські компанії. Усі власні кораблі пофарбують в цей колір.

## Флот
На момент створення флот нараховував 240 контейнеровозів, у тому числі 31 контейнеровоз місткістю близько 14 000 TEU або вище, з яких 6 мають місткість 20 000 TEU. В результаті злиття він також успадкував замовлення на контейнеровози від своїх попередників, при цьому має бути доставлено одне надвелике судно місткістю 20 000 TEU і дванадцять суден місткістю 14 000 TEU (контейнеровози класу Millau Bridge). Планувалося, що перевірка тоннажу буде проведена протягом 18 місяців від початку операцій, щоб бути конкурентоспроможними за всіма послугами, використовуючи найновіші, технологічні та екологічно чисті судна, доступні для транспортування.
| Ship class            | Built                | Capacity (TEU) | Ships in class | Notes                                                                         |
| --------------------- | -------------------- | -------------- | -------------- | ----------------------------------------------------------------------------- |
| NYK Vega-class        | 2006–2007            | 9,012          | 4              | NYK Line                                                                      |
| Hannover Bridge-class | 2006–2009            | 8,212          | 8              | K Line                                                                        |
| NYK Oceanus-class     | 2007–2008            | 8,628–9,040    | 4              | NYK Line                                                                      |
| MOL Creation-class    | 2007–2008, 2013—2014 | 8,110–8,560    | 10             | Mitsui O.S.K. Lines                                                           |
| MOL Maestro-class     | 2010–2011            | 6,724          | 10             | Mitsui O.S.K. Lines                                                           |
| NYK Adonis-class      | 2010–2011            | 9,592          | 3              | NYK Line                                                                      |
| MOL Globe-class       | 2011–2012            | 5,605          | 10             | Mitsui O.S.K. Lines                                                           |
| MOL Bravo-class       | 2014–2016            | 10,100         | 10             | Mitsui O.S.K. Lines                                                           |
| Millau Bridge-class   | 2015–2018            | 13,900         | 10             | K Line                                                                        |
| NYK Bird-class        | 2016–2019            | 14,000         | 15             | NYK Line                                                                      |
| MOL Triumph-class     | 2017–2018            | 20,170–20,182  | 6              | Mitsui O.S.K. Lines                                                           |
| Zenith Lumos-class    | 2020–onwards         | 14,952         | 4              | Long-term charter from Zodiac Maritime                                        |
|                       | 2023–onwards         | 24,000         | 6              | Long-term charter from Shoei Kisen Kaisha                                     |
|                       | 2025–onwards         | 13,700         | 10             | 5 to be built by Nihon Shipyard and 5 to be built by Hyundai Heavy Industries |